# Aralimaradahosahalli, Kolar
Aralimaradahosahalli là một làng thuộc tehsil Kolar, huyện Kolar, bang Karnataka, Ấn Độ.